# 楊信民
楊信民，名誠，以字行，浙江新昌縣人。明朝政治人物。

## 生平
早年中式永樂庚子科舉人，入國子監。宣德年間，授工科給事中，母丁憂后除服，改刑科給事中。正統年間，在江西備軍，后因王直舉薦，升任廣東左參議，任期內“清操絕俗，嘗行田野，訪利弊為更置”，期間并彈劾按察使郭智、僉事韋廣，韋廣亦攻擊楊信民，兩人一併逮捕。當地軍民譁然，請求乞留楊信民，后明英宗下詔恢復官職，而郭智、韋廣兩人下獄除名。
明景帝監國時，因于謙舉薦，守備白羊口。當時廣東黃蕭養率眾圍攻廣州，嶺南民眾乞求，遂授楊信民為都察院右僉都御史巡撫。當時廣州被圍困已久，將士無法獲勝，只能緊閉城門，禁止逃難民眾進入。而民眾無法進城，均被賊軍加害。楊信民抵達廣州后，開城門，發倉廩，刻木鍥給民，使得民眾出入有所歸。義軍看到木鍥后稱：「此楊公所給也」，不敢傷。同時，楊信民訓練兵甲，多方招募，每日都有招降者。於是派遣使者抵達黃蕭養軍營，諭以恩信。黃蕭養稱：「得楊公一言，死不恨。」請近日相見。楊信民駕單車詣之，隔濠對話。義軍看到后紛紛歡稱：「果楊公也！」爭相拜進，并縣大魚給楊。楊受之不疑。黃蕭養投降后，此時都督董興率大軍趕來，義軍忽變。七日后楊信民暴病而亡。軍民聚哭，城中皆縞素。義軍稱：「楊公死，吾屬無歸路矣。」不久，董興平定民變，所過村落均多殺掠。百姓仰天號苦道：「楊公在，豈使吾曹至是！」訃聞，賜葬祭，錄其子楊玖為國子生。廣東百姓赴京請建祠，得到批准。成化年間，賜謚恭惠。